# Management Science
Management Science (ManSci) ist eine mehrmals jährlich erscheinende wissenschaftliche Zeitschrift zu betriebswirtschaftlichen Themen. Sie wird von INFORMS herausgegeben und gilt als eine der angesehensten Zeitschriften ihrer Fachrichtung.

## Geschichte
Derzeitiger Chefredakteur ist David Simchi-Levi.

## Rezeption
Das Zeitschriften-Ranking VHB-JOURQUAL (2008) stuft die Zeitschrift in die beste Kategorie A+ ein, das Zeitschriften-Ranking des Handelsblatt Betriebswirte-Rankings (2009) stuft es in die beste Kategorie 1,00 ein. Der Zwei-Jahres-Impact-Factor von Clarivate Analytics liegt bei 3.935 (2019). Im Academic Journal Guide 2021 der Chartered Association of Business Schools ist die Zeitschrift mit einer „4*“ (= „journal of distinction“) bewertet. Die Zeitschrift gehört zu jenen acht führenden Fachzeitschriften des Supply-Chain-Managements, die von der SCM Journal List für ihr jährliches Ranking genutzt werden.